# Ducado de Mecklemburgo-Schwerin
Mecklemburgo-Schwerin fue un ducado en el norte de Alemania creado en 1701, cuando Federico Guillermo y Adolfo Federico II dividieron el Ducado de Mecklemburgo, entre Mecklemburgo-Schwerin y Mecklemburgo-Strelitz. Gobernado por los sucesores de Niklot de la Casa de Mecklemburgo, Mecklemburgo-Schwerin permaneció como un Estado del Sacro Imperio Romano Germánico a lo largo de la costa báltica entre Holstein-Glückstadt y el Ducado de Pomerania.

## Origen
El progenitor de la dinastía, Niklot (1090-1160), era uno de los jefes de la federación tribal eslava obrodita, que luchó contra el avance sajón y que finalmente fue derrotado en 1160 por Enrique el León en el curso de la Cruzada Wéndica. El hijo de Niklot, Pribislav, se sometió a Enrique y en 1167 recibió la herencia paterna como el primer Príncipe de Mecklemburgo.
Después de varias divisiones entre los descendientes de Pribislav, Enrique II de Mecklemburgo (1266-1329) hasta 1312 adquirió los señoríos de Stargard y Rostock, y legó los territorios reunificados de Mecklemburgo —excepto el Condado de Schwerin y Werle— a sus hijos, Alberto II y Juan. Después de que ambos recibieran el título ducal, el anterior señorío de Stargard fue recreado como el Ducado de Mecklemburgo-Stargard para Juan en 1352. Alberto II retuvo la mayor parte occidental de Mecklemburgo, y después de adquirir el anterior Condado de Schwerin en 1358, hizo de Schwerin su residencia.
En 1363 el hijo de Alberto, el duque Alberto III, hizo campaña en Suecia donde fue coronado rey un año más tarde. En 1436, Guillermo, el último Señor de Werle, murió sin ningún heredero varón. Debido a que el yerno de Guillermo, Ulrico II de Mecklemburgo-Stargard, no tenía descendencia, esta línea se extinguió a la muerte de Ulrico en 1471. Todas las posesiones retornaron al Duque Enrique IV de Mecklemburgo-Schwerin, quien era entonces el único gobernante sobre todo Mecklemburgo.
En 1520 los nietos de Enrique, Enrique V y Alberto VII, partieron de nuevo el ducado, creando la subdivisión de Mecklemburgo-Güstrow, que el duque Adolfo Federico I de Mecklemburgo-Schwerin heredaría en 1610. En una segunda partición de 1621, concedió Güstrow a su hermano Juan Alberto II. Ambos fueron depuestos en 1628 por Albrecht von Wallenstein ya que habían dado su apoyo a Cristián IV de Dinamarca durante la guerra de los Treinta Años. No obstante, el Imperio sueco forzó su restauración tres años más tarde. Cuando el hijo de Juan Alberto II, el duque Gustavo Adolfo, murió sin herederos varones en 1695, Mecklemburgo fue reunificado una vez más bajo Federico Guillermo.

## Historia
En junio de 1692, cuando Cristián Luis I murió en el exilio y sin hijos varones, surgió una disputa sobre la sucesión de su ducado entre su hermano, Adolfo Federico II, y su sobrino Federico Guillermo. El emperador y los gobernantes del Reino de Suecia y del Electorado de Brandeburgo tomaron parte en esta disputa, que se intensificó tres años más tarde cuando, a la muerte de Gustavo Adolfo, la familia gobernante sobre Mecklemburgo-Güstrow quedó extinta. En 1701, con la aprobación del Estado imperial del Círculo de Baja Sajonia, se firmó el tratado de Hamburgo (1701) y se produjo la división final del territorio. Mecklemburgo fue dividido entre las dos parte demandantes. El Ducado de Mecklemburgo-Schwerin fue dado a Federico Guillermo, y el Ducado de Mecklemburgo-Strelitz, una recreación aproximada del señorío medieval de Stargard a Adolfo Federico II. Al mismo tiempo, el principio de primogenitura fue reafirmado y el derecho a convocar el parlamento conjunto (Landtag) fue reservado al gobernante de Mecklemburgo-Schwerin. Conflictos y particiones continuos debilitaron el gobierno de los duques y afirmaron la reputación de Mecklemburgo como uno de los territorios más atrasados del Imperio.
Mecklemburgo-Schwerin empezó su existencia durante una serie de luchas constitucionales entre el duque y los nobles. La pesada deuda incurrida por el duque Carlos Leopoldo, quien se había unido al Imperio ruso en una guerra contra el Reino de Suecia, fue materia de una crisis; Carlos VI intervino, y en 1728 la corte imperial de justicia declaró al duque incapaz para gobernar. Su hermano, Cristián Luis II, fue elegido administrador del ducado. Bajo este príncipe, quien se convirtió en gobernante de jure en 1747, fue firmada la Convención de Rostock en abril de 1755, por la que se enmarcó una nueva constitución para el ducado. Con este instrumento, todo el poder estaba en manos del duque, los nobles, y las clases más altas en general; las clases más bajas estaban enteramente sin representación. Durante la guerra de los Siete Años, Federico II tomó una actitud hostil hacia Federico el Grande, y en consecuencia Mecklemburgo-Schwerin fue ocupada por el Reino de Prusia. En los primeros años de las Guerras Revolucionarias Francesas, Federico Francisco I permaneció neutral, y en 1803 recuperó Wismar del Reino de Suecia. En 1806 el territorio fue invadido por el Primer Imperio Francés, y en 1808 se unió a la Confederación del Rin. Fue el primer miembro de la Confederación en abandonar a Napoleón el 14 de marzo de 1813, a cuyos ejércitos había enviado un contingente, y en 1813-1814 luchó contra Francia.

## Desenlace
Con el Congreso de Viena en 1815, Federico Francisco I de Mecklemburgo-Schwerin recibió el título de Gran Duque. Después de la caída de las monarquías en 1918 resultado de la Primera Guerra Mundial, el Gran Ducado se convirtió en el Estado Libre de Mecklemburgo-Schwerin. El 1 de enero de 1934 fue unificado con el vecino Estado Libre de Mecklemburgo-Strelitz (ambos parte del actual estado federado Bundesland de Mecklemburgo-Pomerania Occidental).